# Éparchie de Kruševac
L'éparchie de Kruševac (en serbe : Епархија крушевачка et Eparhija kruševačka) est une éparchie, c'est-à-dire une circonscription de l'Église orthodoxe serbe. Située au centre de la Serbie, elle a son siège à Kruševac. En 2016, elle est administrée par l'évêque David.

## Histoire
L'éparchie a été créée le 19 novembre 2010 par une décision du Synode des évêques de l'Église orthodoxe serbe (Sveti arhijerejski sabor Srpske pravoslavne crkve) sur une partie des territoires de l'éparchie de Niš, de l'éparchie de Šumadija, de l'éparchie de Braničevo et de l'éparchie de Žiča ; en attendant l'élection de l'évêque, l'éparchie a été placée sous l'administration de Hrizostom (Stolić), alors évêque de Žiča. Le 13 février 2011, elle a été placée sous l'administration de Jovan (Mladenović), l'évêque de Šumadija.
Le 26 mai 2011, David Perović a été élu évêque de l'éparchie.

## Subdivisions territoriales
L'éparchie de Kruševac compte 5 archidiaconés (arhijerejska namesništva), eux-mêmes subdivisés en municipalités ecclésiastiques (crkvene opštine) et en paroisses (parohije).

## Monastères
L'éparchie de Kruševac abrite 13 monastères.